# Dapsa roddiana
Dapsa roddiana là một loài bọ cánh cứng trong họ Endomychidae. Loài này được Semenov miêu tả khoa học năm 1904.